# Speyeria toiyabe
Speyeria toiyabe är en fjärilsart som beskrevs av Howe 1975. Speyeria toiyabe ingår i släktet Speyeria och familjen praktfjärilar. Inga underarter finns listade i Catalogue of Life.